# Suaeda asphaltica
Suaeda asphaltica är en amarantväxtart som först beskrevs av Pierre Edmond Boissier, och fick sitt nu gällande namn av Pierre Edmond Boissier. Suaeda asphaltica ingår i släktet saltörter, och familjen amarantväxter. Inga underarter finns listade i Catalogue of Life.